# ゲジ
ゲジ（蚰蜒）は、ゲジ目（ゲジ類、学名: Scutigeromorpha）に分類されるムカデの総称、またはそのうちの1種 Thereuonema tuberculata を指す和名である。本項目は主に前者について扱う。鞭のように細長い15対の脚と、体の背面で一列に並んだ気門をもつ。約100種が記載され、ムカデの中では知られる最古の化石記録をもち、約4億1,800万年前の古生代シルル紀まで遡る分類群である。

## 名称
日本語では「ゲジ」と総称され、これは日本に生息する本群の1種 Thereuonema tuberculata を指す標準和名でもある。「ゲジゲジ」は古名であるが、俗称として現代でもよく使われている。陰陽道の下食（げじき、天狗星の精が下界に下りて食事をすること）と、本群の独特な形態に因んで名付けられたと考えられる。漢字および中国語は「蚰蜒」（ピンイン：Yóuyán、ヨウイェン）と書く。
英語は学名「Scutigeromorpha」に因んだ「Scutigeromorph」の他に、一部の種類がよく屋内や洞窟に出没することから「house centipede」（"家のムカデ"）や「cave centipede」（"洞窟のムカデ"）とも呼ばれている。なお、「house centipede」は狭義ではヨーロッパと北アメリカで一般に見られる移入種 Scutigera coleoptrata を指す通称でもある。

## 形態
ゲジはれっきとしたムカデであるが、脚と触角は極めて細長く、体はコンパクトで短いため、全体的なシルエットは他のムカデとは随分異なっている。他にも発達した複眼や背面中央で一列に並ぶ気門などという、ムカデのみならず、多足類全般においても異様な特徴を有する。

### 頭部
| ゲジ（Thereuonema tuberculata）の側頭器官（矢印先） | Scutigera属の大顎（I）、第1小顎（II）と第2小顎（III） |
| Scutigera coleoptrata の触角柄節と鞭状部第1区       | Scutigera coleoptrata の触角鞭状部第2-3区境目         |

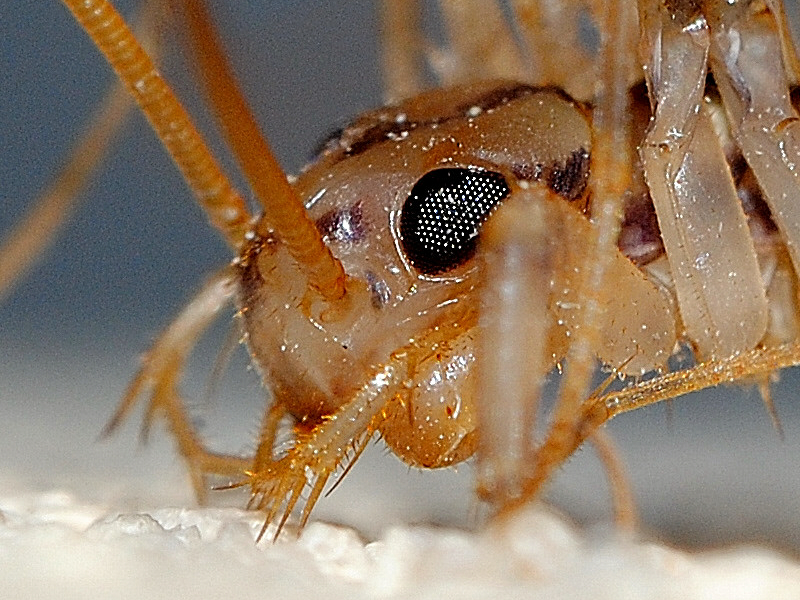
Scutigera coleoptrata の頭部側面
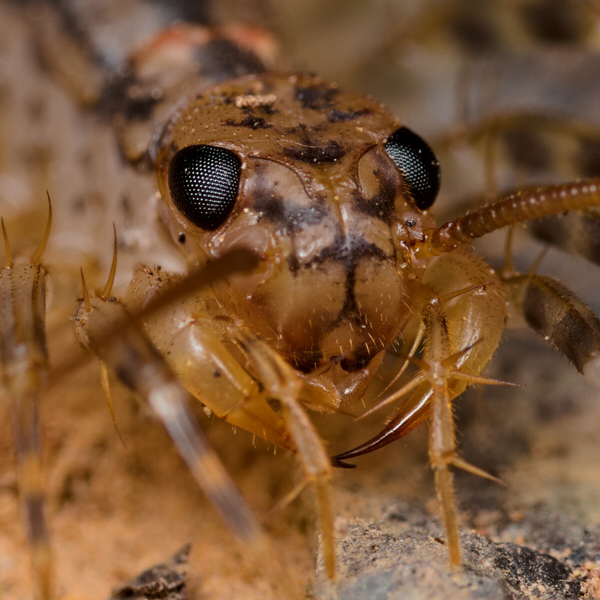
Allothereua maculata の頭部斜め正面

頭部（head）の背面に覆いかぶさった頭板（cephalic plate）はドーム状で、他のムカデの平たい頭部より分厚く盛り上がる(p44)。イシムカデと同じく、頭部の左右には明瞭な小孔状の側頭器官（Tömösváry organ）をもつ(p44)。口腔の前部を構成し、触角と顎の間にある板状の頭楯（clypeus）と上唇（labrum）は前面にあり、腹面にある他のムカデとは異なる(p45)。
触角（antennae）は頭部の左右から出た細長い鞭状で、他のムカデのような前縁中央から出た同規的な数珠状ではない(p44)。見かけ上は数百節に分かれるが、解剖学的には5節の肢節のみが含まれる(p44)。基部の2節は癒合した短い柄節（scape）で、特殊な小孔状の感覚器（antennal scape organ）をもつ。残りの3節（第1-3区）は極めて細長い鞭状部（flagellum）で、数百の二次的な環状節（annulation）に分れ、それぞれの肢節の境目は途中2ヶ所の折り曲がる関節で示される(p44)。
3対の顎のうち大顎（mandible）と第1小顎（first maxilla）は全体的に他のムカデのように目立たないが、大顎は他のムカデより少し強大である。第2小顎（second maxilla）は他のムカデ（頭部に覆われる丈夫な4-5節で、末端には特殊な爪や毛がある）とはやや異なり、頭部から飛び出すほど細長く、5節に分れ、関節に長大な端毛を数本有し、先端は単調で爪などをもたない。

#### 眼

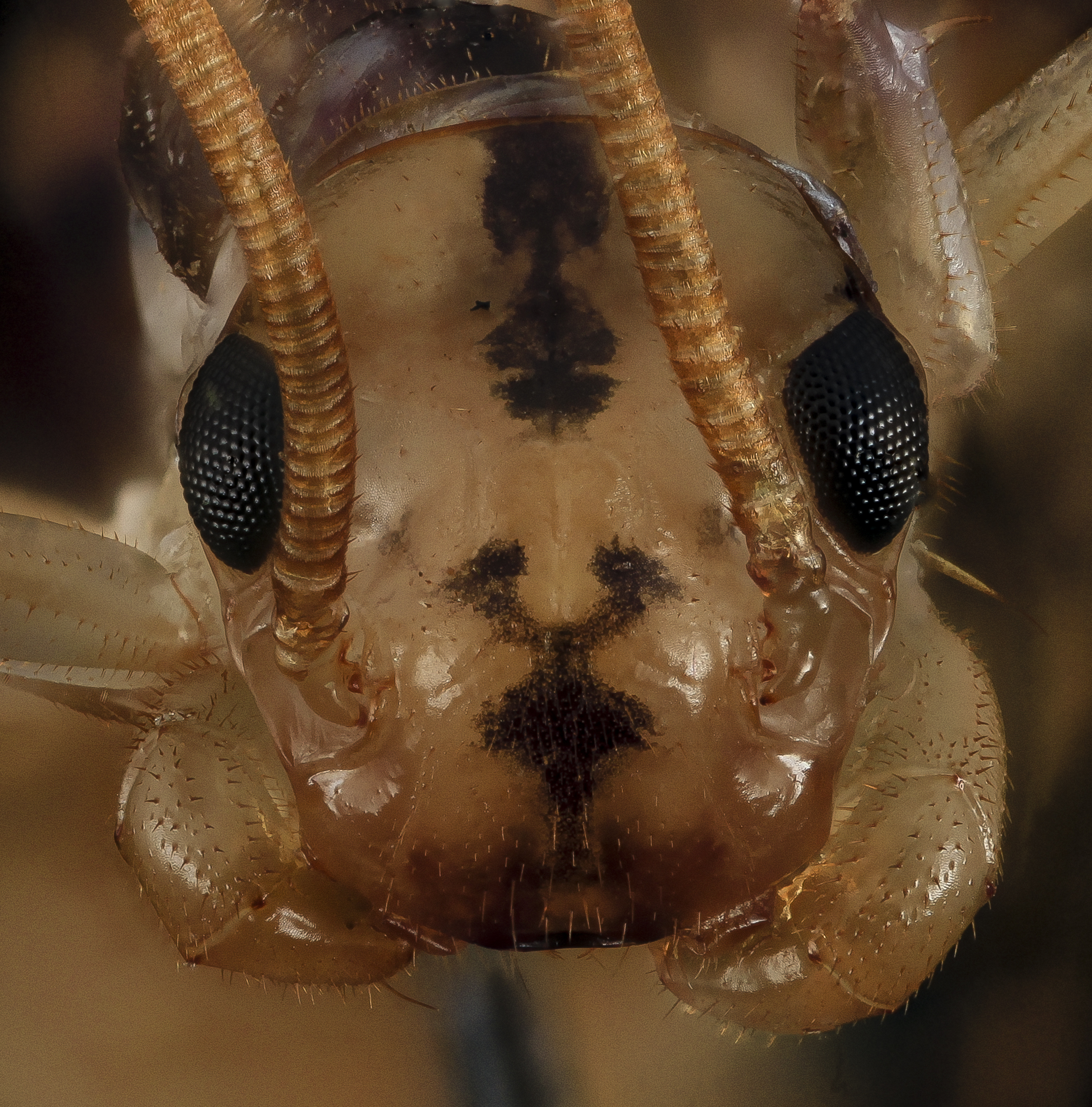
の頭部正面。発達した複眼を示す。

ゲジの眼は他の多足類（ヤスデ・他のムカデ）と同様に側眼（lateral eye）由来であるが、その構造は他の多足類のような単眼（ocellus, 側単眼 lateral ocellus）ではなく、現生の多足類の中でも唯一知られている真の複眼（compound eye）である。この複眼は丸みを帯びた三角形で、頭部の左右にあり、それぞれ200個前後のレンズ（個眼 ommatidium）で構成される。レンズはほぼ同じ大きさで、中央側では規則的な六角形、縁辺部では不規則な五角形に並んでいる。解剖学・発生学的な性質は汎甲殻類（甲殻類・昆虫など）と他の節足動物の側眼に対して中間的で、一定なレンズ数（汎甲殻類と類似）とレンズごとに不定な視細胞数（カブトガニ・ヤスデ・他のムカデと類似）をあわせもつ。
20世紀以前には、この複眼は「偽複眼」（pseudofacetted eye, pseudocompound eye）とも呼ばれてきたが、これは現在では否定的な古い仮説を踏まえて提唱された、不適切な呼称である（後述）。

##### 由来
ゲジの眼は現生多足類の中で唯一の複眼であり、その由来については節足動物全般の系統関係とあわせて、古くから多くの研究と議論がなされてきた。
20世紀以前には、大顎類（多足類・甲殻類・六脚類）の中で多足類と六脚類（昆虫など）が近縁である（あわせて無角類/気門類/狭義の単枝類とする）という考えが主流であった。しかし甲殻類と六脚類の複眼は互いによく似ており（レンズごとの視細胞数が一定）のに対し、ゲジ以外の多足類の眼は側単眼である。このことからゲジの複眼の由来について、祖先形質としての真の複眼（ゲジ以外の多足類では退化）であるという説と、二次的な複眼（他の節足動物との収斂）であるという説に分かれていた。後者はさらに次の2つの解釈に分けられていた。
1. 六脚類と甲殻類のような複眼は大顎類の祖先形質であり、多足類の系統でそれが側単眼へと退化し、ゲジの複眼はそのような側単眼から二次的に集約してできた「偽複眼」である[20][15]。
2. 側単眼は節足動物の祖先形質で、鋏角類（カブトガニ）・多足類（ゲジ）・甲殻類（軟甲類・鰓脚類など）・六脚類（昆虫）で別々に複眼へと収斂進化した[21]。

しかし、これら二次的複眼（偽複眼）説と節足動物における複眼複数起源説は、いずれも21世紀以降には様々な研究分野の発展により否定された。六脚類は多足類より甲殻類に近縁である（汎甲殻類をなす）ことが分子系統解析に根強く支持されたことに加え、ゲジの眼が汎甲殻類と他の節足動物の中間的な性質を備える（汎甲殻類のような一定なレンズ数と、カブトガニ・ヤスデ・他のムカデのような不定な視細胞数を兼ね備える）ことも解明された。これらの情報を踏まえて最大節約法的に検討すると、複眼自体は節足動物の祖先形質であること、六脚類や甲殻類のような複眼は汎甲殻類の共有派生形質であること、ゲジのような中間的な複眼はそれよりもやや祖先的で大顎類の祖先形質を残していることが示唆される。
これによって、ゲジ以外の多足類のグループでは複眼から側単眼への退化が独立に生じ、ゲジの系統だけが現在まで複眼を退化させずに保持していることが示された。すなわちゲジの眼は、他の節足動物との収斂による偽複眼ではなく、祖先形質としての真の複眼である。

### 胴部
胴部（trunk）は他のムカデと同じく数多くの胴節からなり、順に顎肢をもつ顎肢節（forcipular segment）、奇数対の脚をもつ有脚胴節（leg-bearing segment）、および外性器をもつ2節の生殖節（genital segment, postpedal segment）が含まれる。ただしゲジの胴部はコンパクトで短く、背面の外骨格（背板 tergite）も特化が進んだため、一見して他のムカデより節が少なくて不揃いである(p57)。

#### 顎肢節

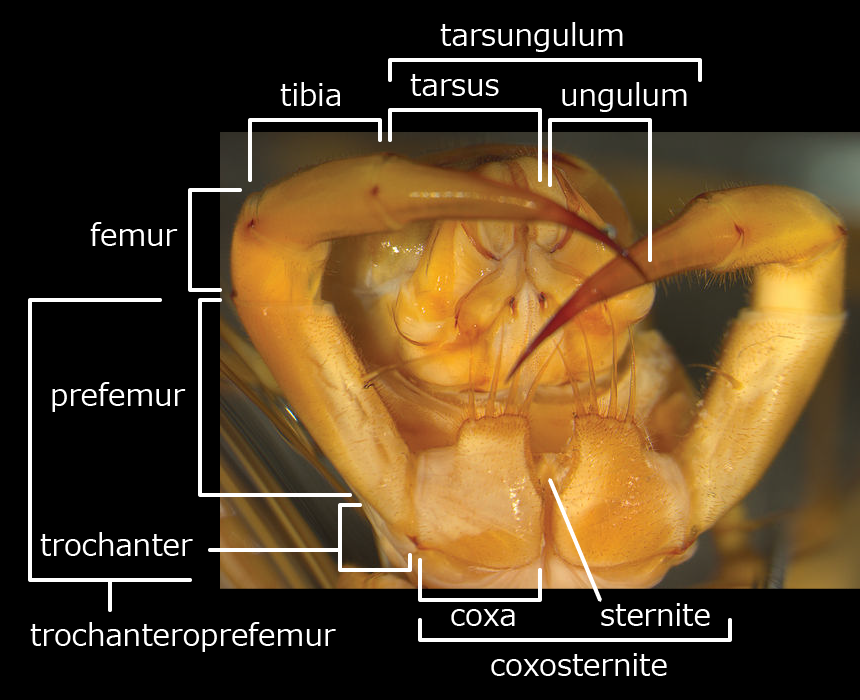
の顎肢腹面

顎肢節の背板はイシムカデのように短くて目立たない。顎肢節の腹面にあり、毒牙として用いられる顎肢（forcipules）は他のムカデと同様、基節（coxa）と腹板（sternite）でできた基胸板（coxosternite）と4節の可動な肢節（trochanteroprefemur・腿節 femur・脛節 tibia・tarsungulum）に分かれている。ただし、ゲジの顎肢基胸板は痕跡的な腹板から分節して三次元方向に可動で、前縁に長い端毛が並んでいる。残り4節は長大で上下に動き、腿節と脛節は短縮せず、それぞれ2肢節の複合体である trochanteroprefemur（転節 thochanter+前腿節 prefemur）と tarsungulum（跗節 tarsus+前跗節 ungulum）における癒合の痕跡はより顕著に見られる。Trochanteroprefemur の内側には長い剛毛を1本有し(pp53–54)、牙状の tarsungulum は円錐状で内縁は刃状に尖らない。ゲジのこのような顎肢は、全体的に他のムカデより華奢で、脚に近い性質を保っている。

#### 有脚胴節

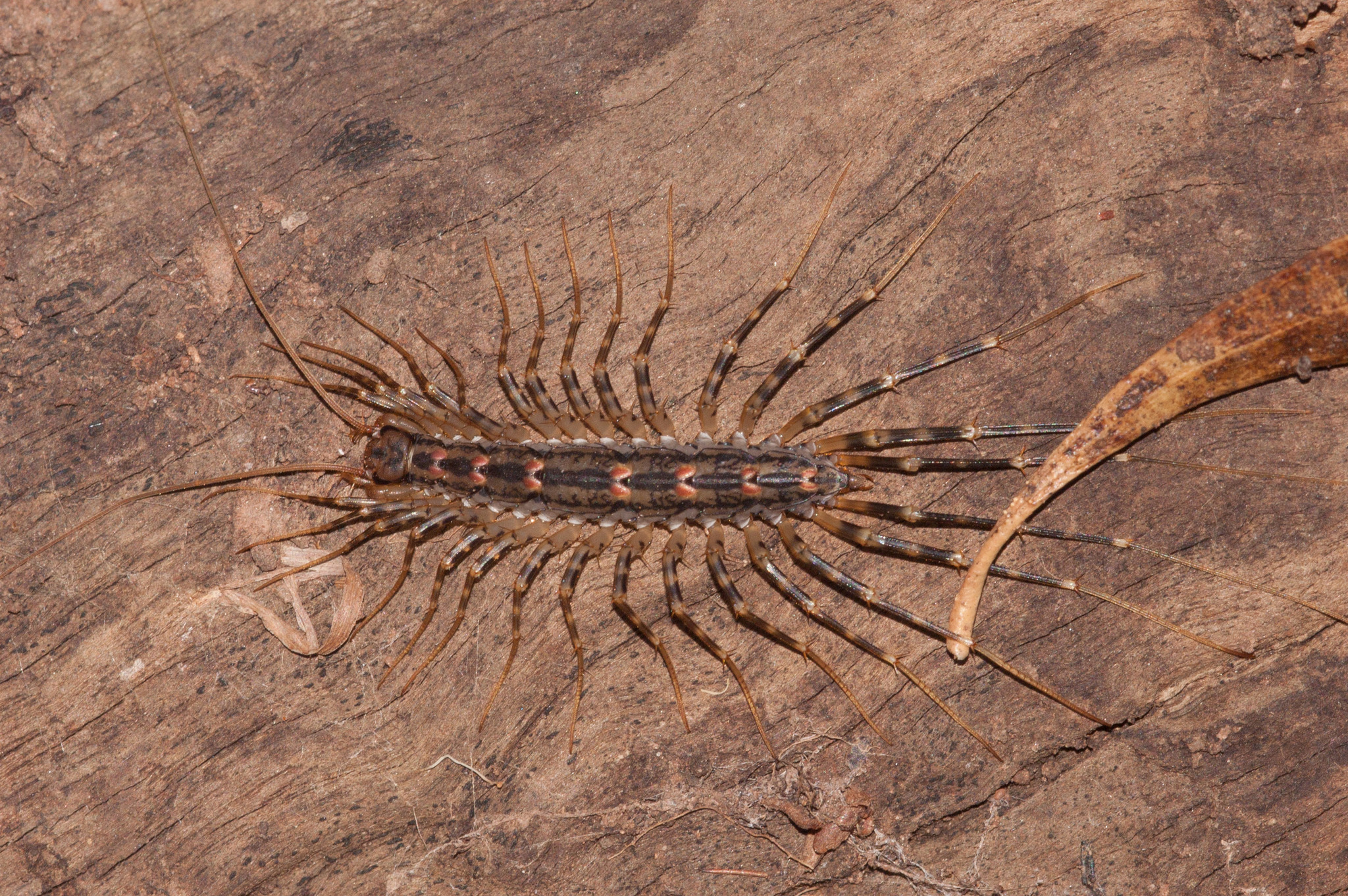
Allothereua maculata の背面。有脚胴節の15対の長い脚と8枚の主背板を示す。
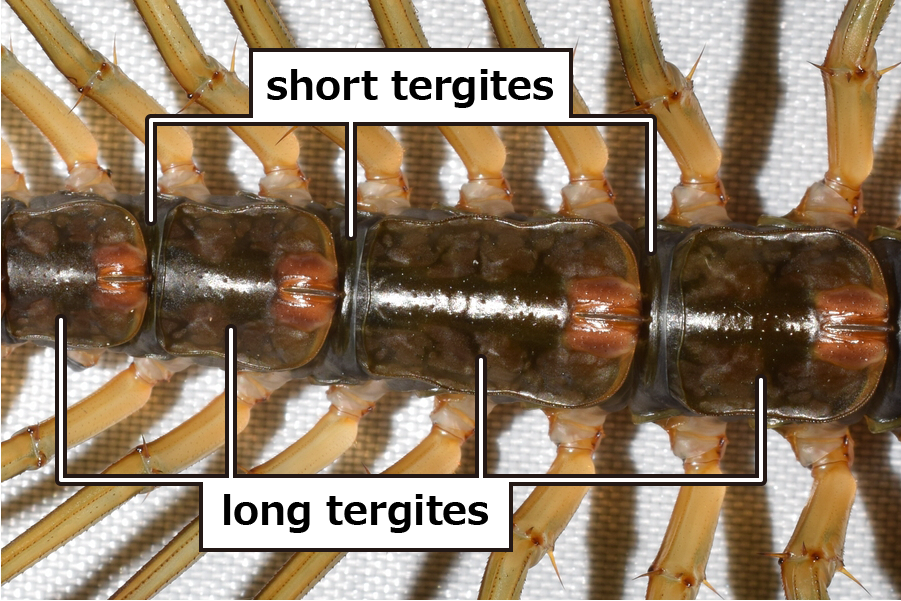
オオゲジの第2-5主背板とその間の小背板
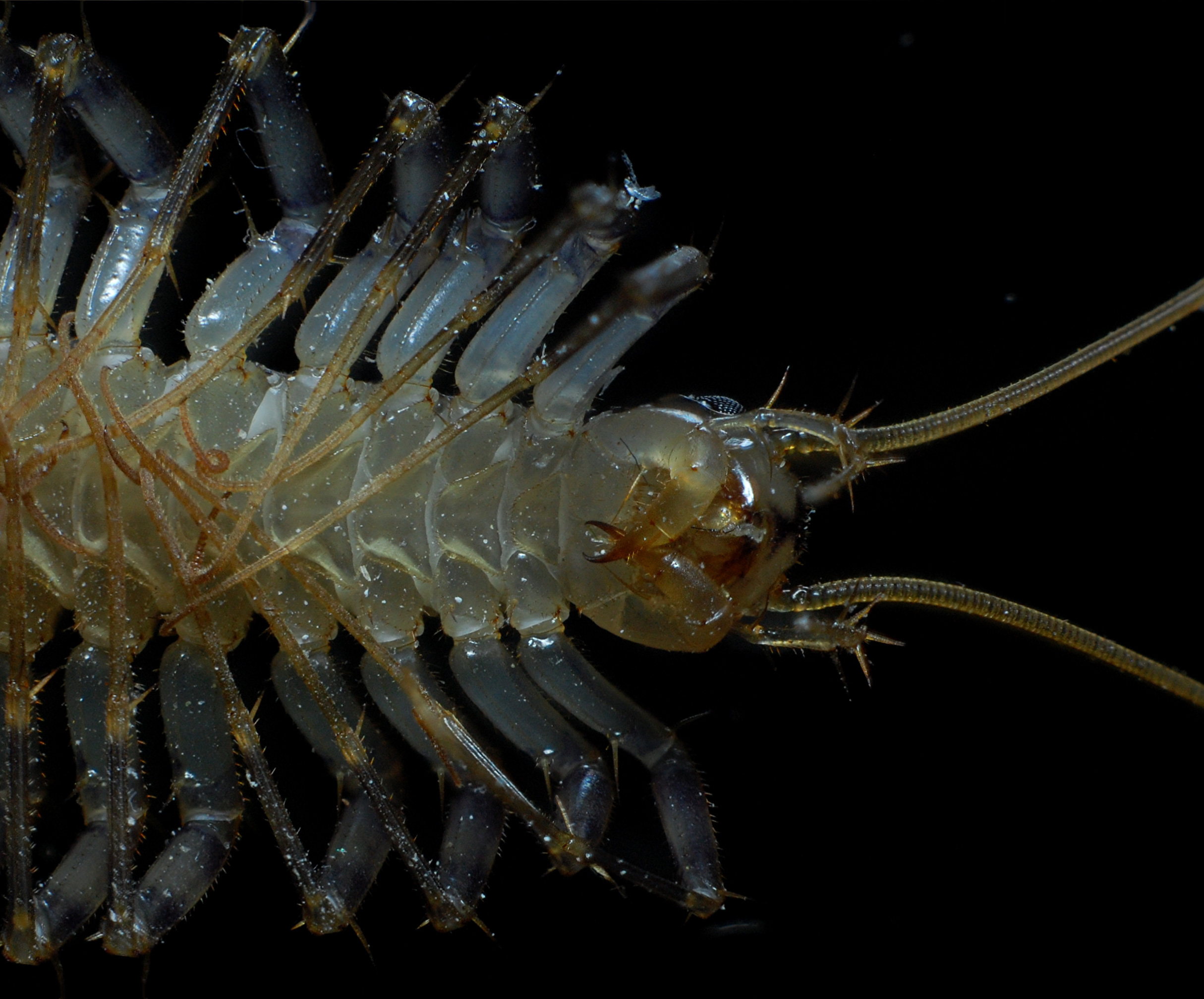
Scutigera属の前半身腹面。顎肢と台形の腹板を示す。

| 主背板の番目解釈 | 1 | 2   | 3   | 4     | 5    | 6     | 7     | 8                    | 注釈                                                     |
| ---------------- | - | --- | --- | ----- | ---- | ----- | ----- | -------------------- | -------------------------------------------------------- |
| Snodgrass 1952   | 1 | 2+3 | 4+5 | 6+7+8 | 9+10 | 11+12 | 13+14 | 15                   |                                                          |
| Murakami 1959    | 1 | 3   | 5   | 7     | 9    | 11    | 13    | 15                   | 第2・4・6・8・10・12・14有脚胴節小背板                   |
| Lewis 1981       | 1 | 3   | 5   | 7+8   | 10   | 12    | 14    | intermediate segment | 第2・4・6・9・11・13有脚胴節小背板、第15有脚胴節背板なし |

有脚胴節はイシムカデやナガズイシムカデと同様に15節であるが、背面は8枚の大きな主背板（long tergite）のみ顕著に見られるため、8節に見える。各主背板は後縁が凹み、最後の1枚以外ではここに気門が開く（後述）。表面に細かな剛毛や棘が生えて、種類により構造が異なる。これらの背板と胴節の対応関係は文献により様々な解釈を与えられ、2-3節ずつ癒合した複背板（diplotergite）ともされてきたが、実際、これらの背板の間には、普段からほぼ観察できないほど短縮した小背板（short tergite）が存在する。これにより、有脚胴節背板が極端な長大化と短縮化を繰り返し、ほとんどが癒合せず、単に小背板が直前の主背板後縁に覆われただけである。筋肉の構造により、第1・2・3主背板は第1・3・5有脚胴節のみ、第4主背板は第7と第8有脚胴節（複背板）、第6・7主背板は第12・14胴節のみに対応することが支持される。見かけ上第15有脚胴節を覆い被さった第8主背板は、文献により第15有脚胴節もしくは直後の別胴節（最終有脚胴節と第1生殖節の間にあるとされ、存在が懐疑的な intermediate segment）由来とされる(pp60–62)。腹面の腹板は他のムカデより幅狭い台形で、左右の側板（pleurite）は他のムカデより目立たない(p56)。

##### 脚

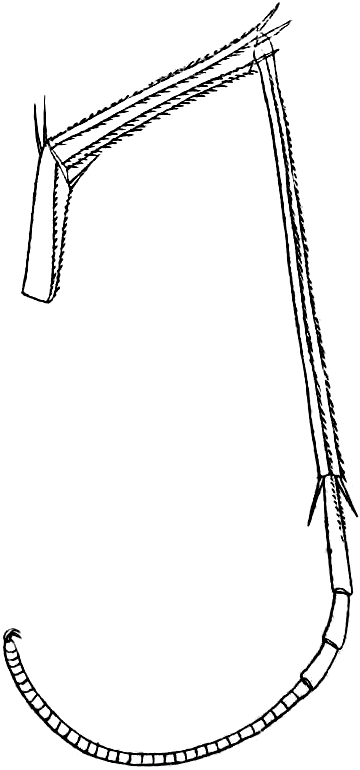
の歩肢（基節・転節除く）

有脚胴節の両腹面にある脚（leg, 歩肢 walking leg）は他のムカデと同様に基本的な7節（基節・転節・前腿節・腿節・脛節・跗節・爪 apical claw/前跗節 pretarsus）からなり、イシムカデやナガズイシムカデと同様に15対である。ただしゲジの脚は後方ほど発達で、他のムカデより飛び抜けて細長い。前腿節・腿節・脛節は長大で各先端の関節に端毛を数本有し、縁辺部に数本の鋸歯状の隆起線が並ぶため断面が多角形となる。跗節は数多くの跗小節（tarsomere）に分れて鞭のようにしなやかに曲げて、現生種では第1-14歩肢跗節が途中の関節を介して第1と第2跗節（tarsus 1-2, 跗節第1-2区）に分かれ、腹面に特殊な乳頭突起（tarsal papilla）と毛（resilient sole-hair）が並んでいる。転節はイシムカデやオオムカデと同様に自切の割れ目をもつが、転節と前腿節の関節付近に備わる（前述の2群では基節と転節の関節付近に備わる）。最終1対の脚、いわゆる曳航肢（ultimate leg）は触角のように更に細長く伸び、第1と第2跗節の境目は不明瞭で爪をもたない。なお、曳航肢の基節は直前の脚と同形で、他のムカデに見られるような特殊な表皮や小孔（coxal organ）はない。

#### 生殖節

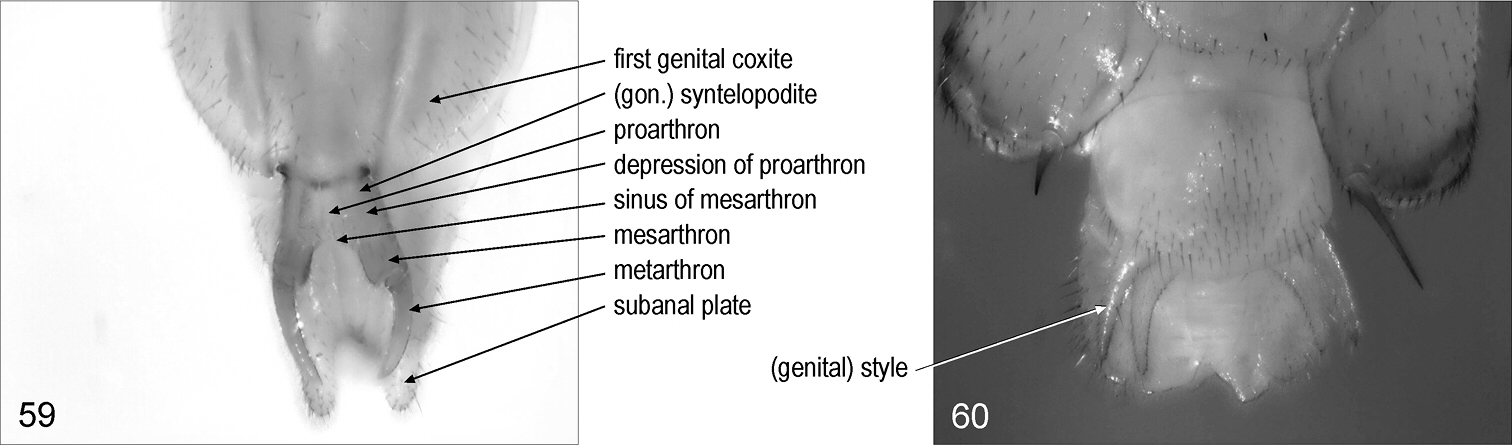
Scutigera coleoptrata の雌（59）と雄（60）の生殖節腹面

前述の第8主背板と1対の板（subanal plate）に覆われた肛門をもつ非体節性な尾節（telson）を除き、末端2節の生殖節は上下が各1枚の背板と腹板、左右が1対の基節に覆われ、腹板は雌の方が雄より長大である。第1生殖節の生殖肢（gonopod）も雌雄で異なり、雌では長大で2節に分れ、第1節はV字状で基部（proarthron）が癒合し、その両後端（mesathron）に関節した可動な第2節（metathron）はハサミのように左右から噛み合う構造となるが、雄では短い針状の突起物（style）である。陰茎（penis）もしくは産卵口（vulva）を腹面中央にもつ第2生殖節は、雄では他のムカデに見られない針状もしくは疣状の2対目の生殖肢（後生殖肢）を両腹側（第1生殖節生殖肢の内側）にもつ。

##### 気管系

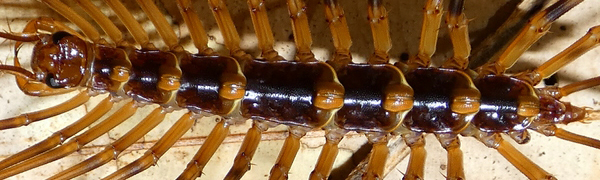
Thereuopoda longicornis の背面。7個の気門を示す。

ゲジの呼吸器は体表の気門（spiracle, stigma）と体内の気管（trachae）でできた気管系（tracheal system）である。7個の気門は背面の正中線で一列に並び、曳航肢以外の有脚胴節を覆い被さった7枚の主背板（stomatotergite）のそれぞれの後縁中央（順に第1・3・5・8・10・12・14有脚胴節に対応）に配置される(pp137–138)。これらの気門は縦長いスリット状で周辺（stoma-saddle）がやや盛り上がり、植物の気孔を彷彿とさせるため気孔（stoma）とも呼ばれている(p137)。中央の4個目が最も大きく、そこから前後ほど気門が小さくなる(pp137–138)。気管は細短くて気門ごとに数百本有し、連合（anastomoses）をもたず、左右に向けて放射状に枝分かれている(pp141–143)。これは房状気管といい、全体的な造形は1対の肺（lung）を彷彿とさせるため、「tracheal lung」とも呼ばれている(p142)。
ゲジのこのような気管系は、ムカデのみならず、陸生節足動物全般（原則として気門が対に並び、長い気管がほぼ全身を行き渡る）から見ても異様であり、他の気管系とは別起源、もしくは元々対であった気管系から左右癒合してできたものだと考えられる。なお、気門が第5以前の奇数番目と第8以降の偶数番目の有脚胴節にもつという点では、他の多くのムカデに共通である(p138)。

## 生理学と生態
ゲジは他のムカデと同様に夜行性で湿度が高い環境を好むが、他のムカデより徘徊性に適して開いた場所で活動する（他のムカデは主に落ち葉や地下などの狭い土壌環境）。洞窟で縄張りをつくり、集団生活や集団越冬をする種類も知られている。細長い脚を左右相互に波打ちして開いた場所を軽快に走りつつも、コンパクトな構造の背板により胴部のうねりが抑えられ、移動中の安定性を保っている。細長い触角のみならず、紫外線に敏感な複眼と触角様の曳航肢も主要な感覚器である。特に曳航肢は歩行に用いられず、常に触角のように宙に浮かべている。気管系内壁から内臓までの酸素運搬は、他のムカデに見当たらないヘモシアニンで行われている。

### 捕食行動

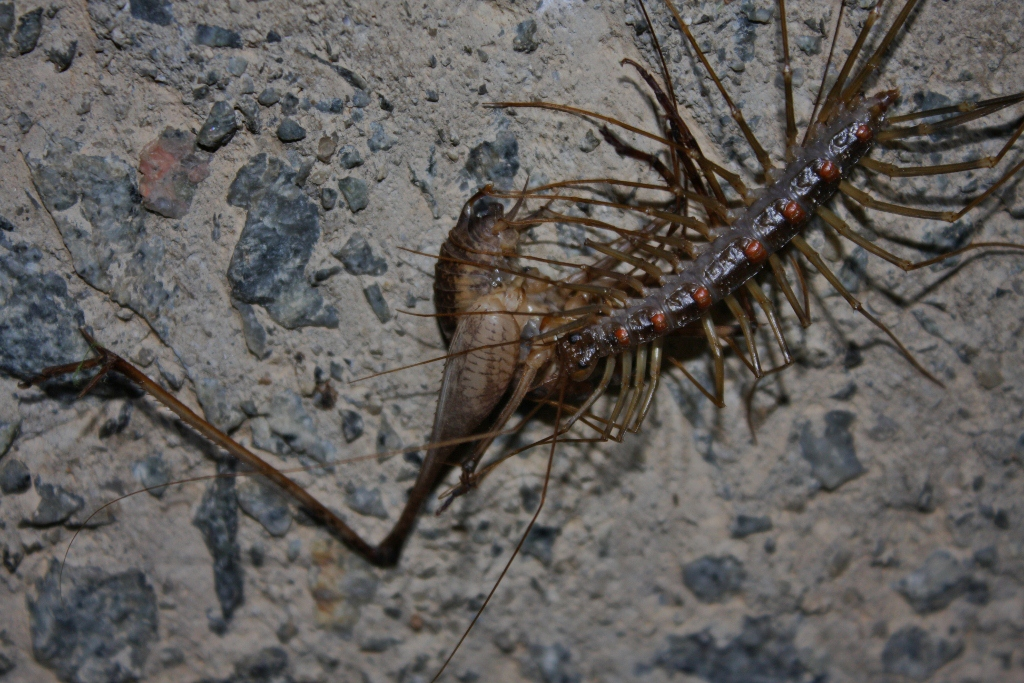
カマドウマを捕食するオオゲジ

他の多くのムカデと似て、ゲジも主に昆虫などの小型節足動物を餌とする肉食動物であるが、捕食の流れは他のムカデとはやや異なり、待ち伏せからの素早い追い込みで獲物を捕らえている。顎肢のみならず、脚も主要な捕食器官であり、捕食の際には長い歩肢跗節で獲物をらせん状に巻きつける。この特徴的な捕食行動は投げ縄（lasso）を彷彿とさせるため、「lassoing」とも呼ばれている。ゲジはこのような数多くの脚を利して飛行中の昆虫をも捕らえ、移動や摂食中でも余った脚で複数の獲物を捕らえる。他のムカデと同様、捕らえた獲物を顎肢で掴みながら毒を注入して麻痺させるが、掴む力と毒性は他のムカデより弱く、左右から噛みつくより上から突き刺すように獲物を仕留める。咀嚼は他のムカデのように顎肢まで使うことはなく、顎のみで行われている。ゲジの大顎が他のムカデよりやや強大であることは、この習性に適した性質とされる。また、ゲジは発達した複眼をもつが、獲物の行き方を察するには視覚よりも触覚と振動を主に依存する。

### 防御

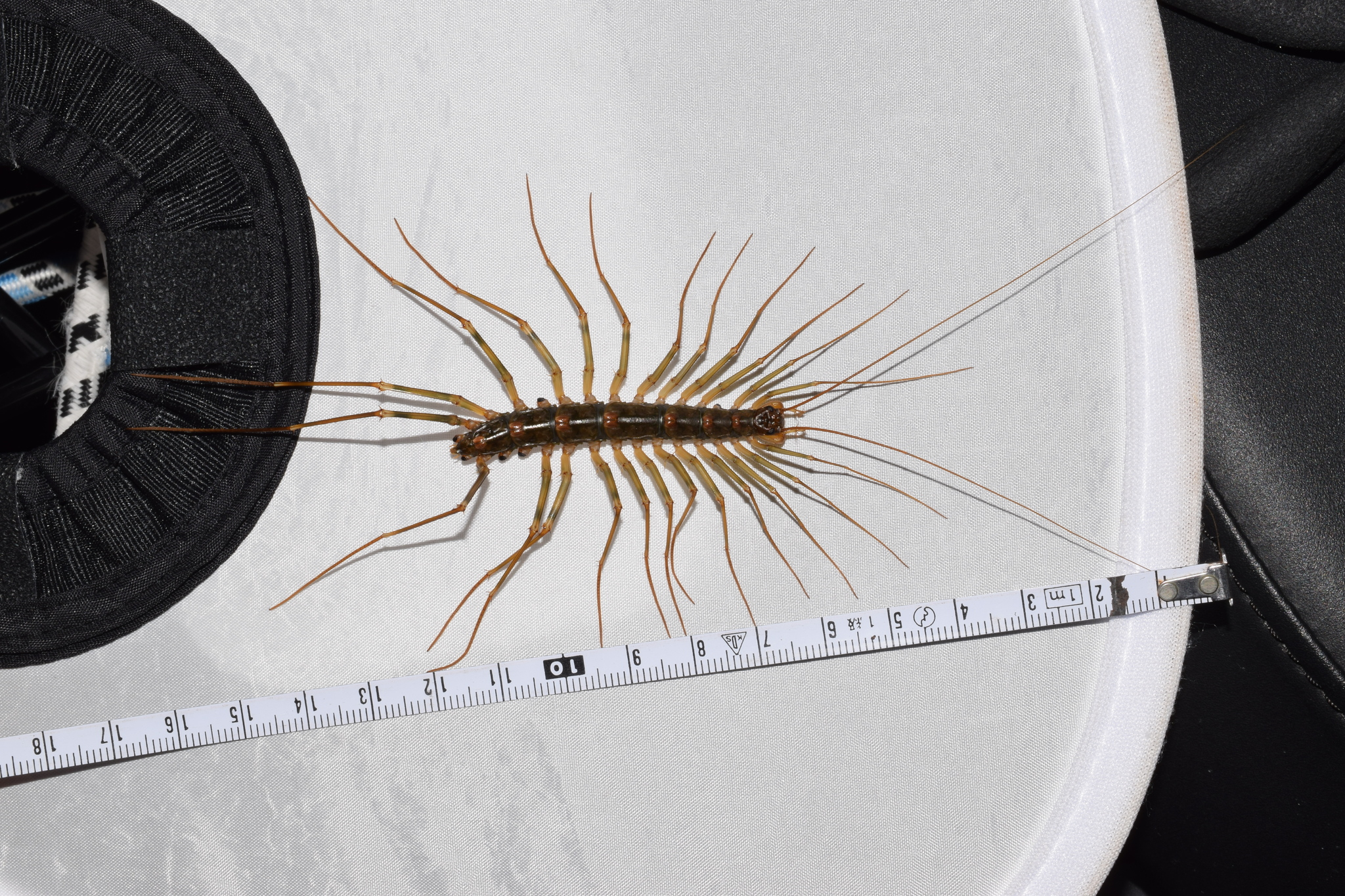
脚を数本欠損したオオゲジ

他の多くのムカデと似て、ゲジも鳥などの天敵に襲われると、転節の特殊な割れ目から脚を自切することができる。切れた脚はしばらく動き、本体が逃げる際に天敵の気を取るのに役立ち、次の脱皮で再生する。なお、ゲジの自切は他のムカデより起こりやすく、切断部である転節に他のムカデのような筋肉と気管は通っていないため、自切は他のムカデ（気管と筋肉の切断が必要）よりコストが少なかったと考えられる。これらの性質は、他のムカデより天敵に遭遇しやすいゲジの徘徊性生活に適したとされる。末端の曳航肢は威嚇に用いられるが、形が触角に似るため、頭部との区別をしにくくする自己擬態（automimicry）効果も兼ね備えると考えられる。

### 繁殖と発育

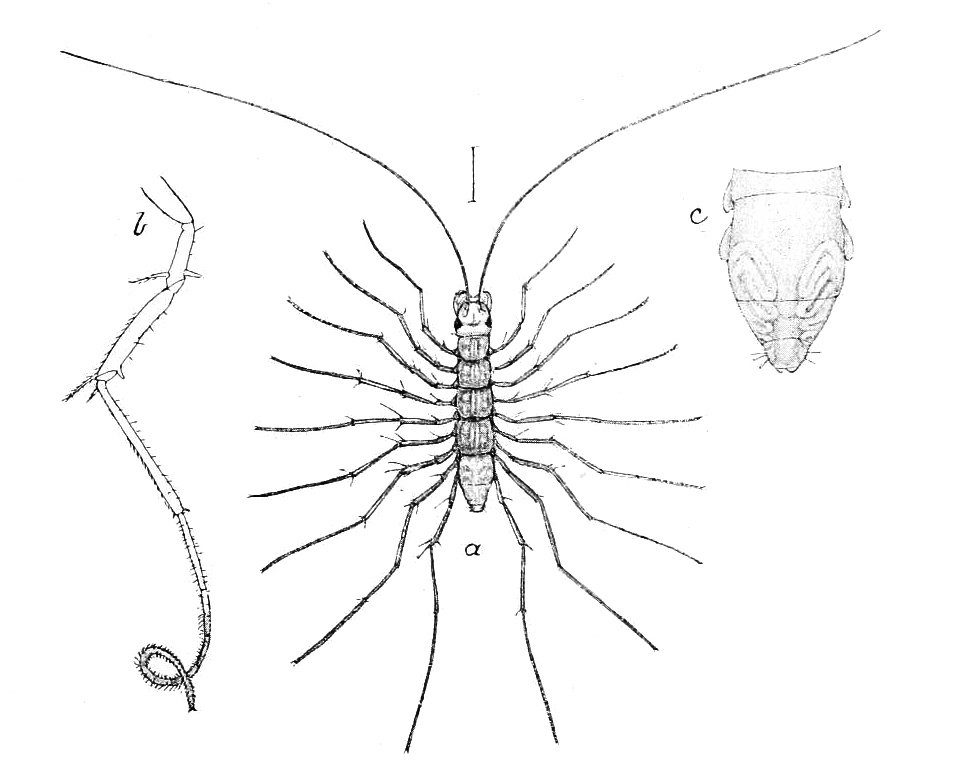
の脚9対の幼体背面（a）、歩肢（b）、および未形成胴節と芽状肢（c）

配偶子のやり取りは他のムカデと同様、精包（spermatophore）の受け渡しを通じて行われている。雌雄は輪を描くようにお互いの末端に向き合いながら、触角で相手の曳航肢と触れ合う配偶行動が知られている。イシムカデと同様、雌親は産卵の際に卵を生殖肢に挟んでその位置を調整する。雌は数ヶ月にわたって断続的に数十から100個以上の卵を産み、1個ずつ土中に挿入し、表面は泥などの付着物に包まれる。育児習性をもたず、幼体は孵化から既に単独生活をする。イシムカデやナガズイシムカデと同様に増節変態（Anamorphic development）を行い、早期な幼体の胴節と脚の数は成体より少なく、成長（脱皮）を経てその数を後ろの未形成胴節と芽状肢から増やしていく。十数の齢期を経て成体になるが、半増節変態で、最初の6齢期は順に4・5・7・9・11・13対の脚（同じ枚数の腹板）と2・3・4・5・6・7枚の主背板をもち、7齢以降からは15対の脚と8枚の主背板を整って成体まで成長し続ける。寿命は数年程度と報告される。

## 分布と分類
現生のゲジは世界中の熱帯と亜熱帯地域にかけて生息し、オセアニア・東アジア・東南アジア・南アジア・中東・アフリカ・地中海沿岸・南アメリカ北部・中央アメリカ・北アメリカ南部に自然分布する種類が知られている。日本では和名がゲジ（Thereuonema tuberculata）とオオゲジ（Thereuopoda clunifera）の2種が知られ、アメリカとイギリスでは数種が人為移入される。

### 系統位置
ムカデ（ムカデ綱/唇脚綱 Chilopoda）の中で、ゲジ（ゲジ目 Scutigeromorpha）と他の現生ムカデの目、いわゆるイシムカデ（イシムカデ目 Lithobiomorpha）・ナガズイシムカデ（ナガズイシムカデ目 Craterostigmomorpha）・オオムカデ（オオムカデ目 Scolopendromorpha）・ジムカデ（ジムカデ目 Geophilomorpha）との類縁関係については、古くから様々な説を提唱された。主な2説があり、増節変態な発生様式や15対の脚を基にイシムカデやナガズイシムカデと共に改形類（改形亜綱/ゲジ亜綱 Anamorpha, =Triakontapoda）としてまとめられ、もしくは気門の違いを基に背気門類（背気門亜綱 Notostigmophora）として他のムカデ（側気門類/側気門亜綱 Pleurostigmophora）から区別される。他にも発達した生殖肢を基に Gonopodophora（ゲジ+イシムカデ）、変則的な背板を基に Heteroterga（ゲジ+イシムカデ+ナガズイシムカデ+オオムカデ）に分類されることがある。
21世紀以降では、背気門類/側気門類説の方が形態学と分子系統解析の両方に広く認められる。この系統関係を踏まえて、ゲジは現生群のうち最初に分岐した基盤的なムカデで、そのいくつかの性質（複眼・ドーム状の頭部・上下に動く細長い顎肢・左右分節した顎肢基胸板など）と改形類全般の共通点（増節変態・側頭器官・環状の顎肢腿節と脛節・15対の脚・曳航肢の coxal organ など）は、側気門類（複眼の欠如・平たい頭部・癒合した顎肢基胸板）と整形類（増節変態と側頭器官の欠如・半環状の顎肢腿節と脛節・21対以上の脚）で失ったムカデの祖先形質だと考えられる。背気門類と側気門類の気管系については、それぞれ別起源、もしくは相同でそのいずれかがムカデの祖先形質だと考えられる。もし側気門類の気管系が祖先形質の場合、そのような対になる気管系が背気門類に至る系統で左右癒合し、ゲジの背面中央一例の気管系に進化したと考えられる。

### 下位分類
| Crussolum crusserratum の歩肢  | Latzelia primordialis の化石 |
| Sphendononema guildingii       | Allothereua maculata         |
| Scutigera coleoptrata          | ゲジ Thereuonema tuberculata |
| オオゲジ Thereuopoda clunifera | Thereuopoda longicornis      |

ゲジは約100種が記載され、ムカデの目の中ではナガズイシムカデ（2種）の次に種が最も少ない。現生種は3科に含まれ、そのうち Psellioididae科は基盤的、Scutigerinidae科とゲジ科（Scutigeridae）は姉妹群、ゲジ科の種類は大きく Scutigerinae亜科と Thereuoneminae亜科に分かれている。この系統関係は形態学と分子系統解析の両方に支持される。
絶滅した化石群まで範囲を広げると、シルル紀の Crussolum は単調な歩肢跗節と数多くの剛毛をもつ顎肢基胸板前縁を基に、どの現生科よりも基盤的なゲジだと考えられる。石炭紀の Latzelia は有脚胴節の比較的短い第4背板により、基盤的なゲジの可能性も示唆されるが、それ以外の性質は現生種とよく似ている。
ゲジの属までの下位分類は次の通り（属より上位の分類群は太字、絶滅群は「†」、ジュニアシノニムは「=」、現生種のみ知られるものは地質時代特記なし）。
- ゲジ目 Scutigeromorpha（古生代シルル紀 - 現世）
  - †（科） Crussolidae（古生代シルル紀 - デボン紀）
    - †（属）Crussolum（古生代シルル紀 - デボン紀）[32]

  - †（科） Latzeliidae（古生代石炭紀）
    - †（属）Latzelia（古生代石炭紀）[73]

  - （科） Psellioididae
    - （属）Sphendononema

  - （科） Scutigerinidae
    - （属）Scutigerina
      - =Madagassophora [70]

  - ゲジ科 Scutigeridae（中生代白亜紀 - 現世）
    - （属）Allothereua
    - （属）Ballonema
    - （属）Ballonemella
    - （属）Brasiloscutigera
    - （属）Dendrothereua
    - （属）Diplacrophor
    - †（属）Fulmenocursor（中生代白亜紀）[74]
    - （属）Gomphor
    - （属）Microthereua
    - （属）Parascutigera
    - （属）Pesvarus
    - （属）Phanothereua
    - （属）Pilbarascutigera
    - （属）Podothereua
    - （属）Prionopodella
    - （属）Prothereua
    - （属）Scutigera（新生代始新世 - 現世）[1]
      - =Cermatia, Cryptomera, Lassophora, Scutegera, Seliseta, Selista

    - （属）Seychellonema
    - （属）Sphenodonema
    - （属）Suctigerina
    - （属）Tachythereua
    - （属）Thereuella
    - ゲジ属 Thereuonema
    - オオゲジ属 Thereuopoda
    - （属）Thereuopodina
    - （属）Thereuoquima
    - （属）Theuronema

#### 主な種類
- Scutigera coleoptrata
  - 体長約3cm。体は黄色い褐色で気門左右は白く、背面に3本の黒い縦筋、脚に縞模様がある。雌の曳航肢は体長の2倍を超えるほど長い[12]。地中海盆地に原産だが、分布域は世界中に向けて拡大し[43]、ヨーロッパの大部分・アジア・北アメリカにも移入される[12]。野外では丸太、岩や洞窟、人工環境では主に室内（地下室・浴室など）に出没する[12][75]。ヨーロッパや北アメリカで普遍に見られ、ゲジの中で研究が最も進んでいる種である[7]。
- ゲジ Thereuonema tuberculata
  - 体長2.5cm。体は淡黄色で背面に3本の青緑色の縦筋、脚に縞模様がある。海外では中国[76][13]、日本では全土に広く分布する[6][77]。人工環境では建物の壁や都会の公園などに出没する[13]。イギリスと北アメリカに移入され[78][13]、特に後者ではアメリカの野外にも見つかり、侵略的外来種として生態系を脅かす可能性が懸念される[13]。同じ移入経由で北アメリカに分布し、一見してよく似た前述の Scutigera coleoptrata と混同されることがある[76]。
- オオゲジ Thereuopoda clunifera
  - 体長4cm以上。背面は黒く、気門周辺はオレンジ色。日本では関東地方以南に分布する[79]。かつて同属別種とされたカマクラオオゲジ（Thereuopoda ferox）とヤマシナオオゲジ（Thereuopoda jamashinai）[80]は本種のジュニアシノニム（無効の異名）とされる[81]。

## 人間との関わり

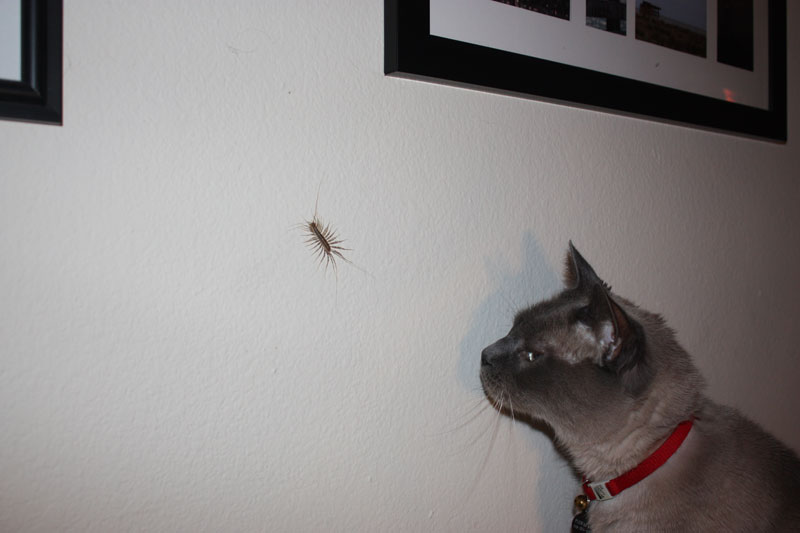
アパートの壁に付いた

ゲジはムカデであるが、凶暴で咬傷の危険性が高いオオムカデとは異なり、積極的に人を刺咬することはなく、近づいていくと素早く逃げるため、基本的には人間に無害な動物である。顎肢の噛む力は人間の皮膚を貫通しにくいほど弱く、万が一噛まれたとしても毒がもたらす症状はミツバチの刺傷ほどひどくはない。日本では古くから「ゲジゲジに頭を舐められるとハゲになる」という俗説があるが、事実ではない。これは、前述の下食時に天狗星が地上で人の髪を食べると云う伝承からの転訛と思われる。
屋内に出没することがあり、その異様な外見に嫌悪感を持つ人から不快害虫な扱いを受けるが、ゴキブリやナンキンムシなど屋内の衛生害虫をも捕食する益虫である。屋内への侵入を防ぐには、ゲジの捕食対象となる害虫を駆除することと、ゲジが通れる入り口を作らないように住宅の密閉性を上げることが望ましい。ゲジは床下などの湿度が高い場所を好むが、駆除目的で燻煙剤など使うと、燻されて屋内へ逃げ込んでくるので逆効果となる場合もある。他のムカデと同じく乾燥に弱いため、こまめに庭の草むしりや樹木の下刈りをして風通しを良くし、地面や室内を乾燥させることが大切である。また、害虫の通り道となる換気扇や換気口にはネットをかけるなどして家への侵入経路を塞いでしまうことが、より効果的な対策となる。

## ゲジの名を持つもの

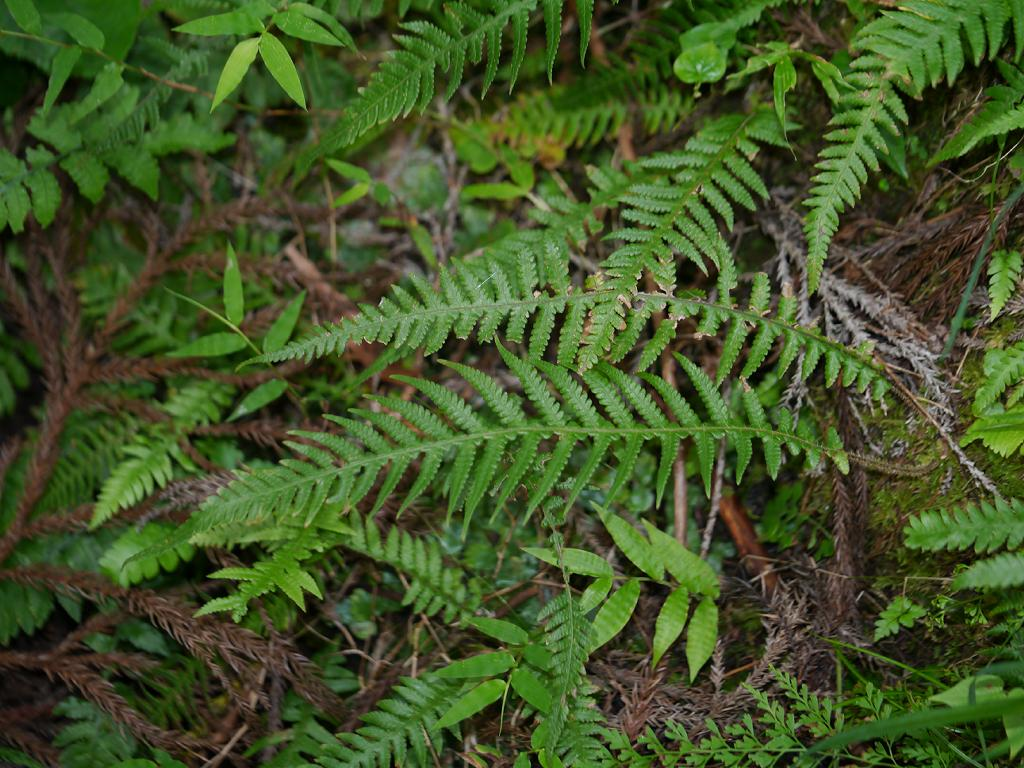
ゲジゲジシダ

- ゲジゲジシダ - ヒメシダ科のシダ植物。葉の形がゲジに似ていることから、この名がついた[84]。
- げじげじ眉（蚰蜒眉） - ゲジの形を彷彿とさせ、毛が濃く太く乱れて生えている眉毛のことを指す[85][10]。